# Halve marathon
Een halve marathon is een atletiekwedstrijd over 21,0975 km (21,1 km), de helft van de gewone marathon.
Kenianen zijn op deze afstand dominant: 12 van de 15 snelste lopers ooit zijn afkomstig uit Kenia. Andere succesvolle lopers komen vaak uit andere Afrikaanse landen, zoals Ethiopië en Eritrea.
De halve marathon is geen olympische afstand, maar geldt als populaire wedstrijdafstand. Ervaren (marathon)atleten lopen deze wedstrijd soms als extra training. Vaak wordt de wedstrijd samen georganiseerd met een marathon.

## Wereldrecords
Het wereldrecord bij de mannen is 56.42 en werd op 16 februari 2025 in Barcelona gelopen door Jacob Kiplimo uit Oeganda.
Bij de vrouwen is het wereldrecord van 1:02.52 sinds 24 oktober 2021 in handen van Letesenbet Gidey uit Ethiopië. Zij liep haar record in Valencia.

## Bekende halve marathons

### Nederland
De volgende grote nationale wedstrijden hebben de halve marathon als hoofdafstand:
| Halve marathon                | Plaats         | Maand     | Deelnemers    |
| ----------------------------- | -------------- | --------- | ------------- |
| Halve marathon van Egmond     | Egmond aan Zee | januari   | 11.623 (2025) |
| City-Pier-City Loop           | Den Haag       | maart     | 14.636 (2024) |
| Venloop                       | Venlo          | maart     | 9.119 (2024)  |
| Berenloop                     | Terschelling   | november  | 3.665 (2024)  |
| Zwolse Halve Marathon         | Zwolle         | juni      | 3.471         |
| Bredase Singelloop            | Breda          | oktober   | 1.958         |
| Linschotenloop                | Linschoten     | december  | 1.739         |
| Stevensloop                   | Nijmegen       | maart     | 1.659         |
| Halve van Haarlem             | Haarlem        | september | 1.358         |
| Halve van Cadzand-Bad         | Cadzand-Bad    | februari  | 1.255         |
| Halve Marathon van Haren      | Haren          | maart     | 1.116         |
| Texel Halve Marathon          | Den Burg       | september | 988           |
| De Halve van de Haar          | Haarzuilens    | april     | 913           |
| Drunense Duinenloop           | Drunen         | maart     | 876           |
| DrechtStadLoop                | Dordrecht      | oktober   | 756           |
| Halve marathon van Roosendaal | Roosendaal     | juni      | 519           |
| Halve Marathon Oostland       | Pijnacker      | september | 500           |
| Halve marathon van Monster    | Monster        | november  | 208           |

Andere grote nationale wedstrijden die de halve marathon op het programma hebben:
| Halve marathon               | Plaats     | Maand    | Deelnemers |
| ---------------------------- | ---------- | -------- | ---------- |
| Marathon van Amsterdam       | Amsterdam  | oktober  | 15.426     |
| Marathon van Eindhoven       | Eindhoven  | oktober  | 7.123      |
| Marathon van Leiden          | Leiden     | mei      | 4.192      |
| Marathon van Enschede        | Enschede   | april    | 2.844      |
| Marathon van Utrecht         | Utrecht    | mei      | 2.441      |
| Groet Uit Schoorl Run        | Schoorl    | februari | 2.319      |
| Mar-athon Rond Sneek En Meer | Sneek      | juni     | 1.704      |
| Marathon van Amersfoort      | Amersfoort | juni     | 1.054      |
| Marathon van Tilburg         | Tilburg    | mei      | 939        |
| Marathon Brabant             | Etten-Leur | oktober  | 857        |
| Lentemarathon                | Amstelveen | maart    | 671        |
| Loop Leeuwarden              | Leeuwarden | mei      | 600        |
| Marathon van Hoorn           | Hoorn      | juni     | 541        |

(Het aantal deelnemers is geactualiseerd tot 24 april 2019)

### Internationaal
De volgende wedstrijden zijn de snelste halve marathonwedstrijden wereldwijd (gebaseerd op de gemiddelde brutotijd van de tien snelste lopers):
- 58.16 - Halve marathon van Valencia (oktober)
- 58.36 - Halve marathon van Ras al-Khaimah (februari)
- 58.53 - Halve marathon van Lissabon (maart)
- 58.54 - Halve marathon van Kopenhagen (september)
- 59.03 - Halve marathon van Berlijn (april)
- 59.05 - Halve marathon van New Delhi (oktober/november)
- 59.15 - Halve marathon van Rotterdam (september, gestopt)
- 59.16 - City-Pier-City Loop (maart)
- 59.21 - Halve marathon van Praag (maart/april)
- 59.27 - Halve marathon van Lille (september)

Niet recordwaardig parcours:
- 59.19[2] - Great North Run (september)
- 59.23[3] - Halve marathon van Rome-Ostia (februari)

Andere grote internationale wedstrijden met de halve marathon als hoofdafstand:
- Halve marathon van Barcelona (februari)
- Halve marathon van Parijs (maart)
- Halve marathon van Bath (maart)
- Halve marathon van Hastings (maart)
- Halve marathon van New York (maart)
- Halve marathon van Milaan (maart)
- Halve marathon van Yangzhou (april)
- Halve marathon van Merano (april)
- Halve marathon van Sendai (mei)
- Halve marathon van Bogota (juli)
- Halve marathon van Udine (september)
- Route du Vin (september)
- Halve marathon van Philadelphia (september)
- Halve marathon van Ústí nad Labem (september)
- Halve marathon van Sapporo (juli) (wordt niet meer gelopen)
- Halve marathon van Tokio (wordt niet meer gelopen)

## Snelste Nederlandse lopers
| #  | naam            | tijd    | wedstrijd        |
| -- | --------------- | ------- | ---------------- |
| 1  | Abdi Nageeye    | 1:00.24 | Marugame 2019    |
| 2  | Greg van Hest   | 1:01.10 | Den Haag 1999    |
| 3  | Marti ten Kate  | 1:01.34 | Den Haag 1989 *  |
| 4  | Cor Lambregts   | 1:01.36 | Rotterdam 1987 * |
| 5  | Bart van Nunen  | 1:01.47 | Dresden 2021     |
| 6  | Luc Krotwaar    | 1:01.52 | Breda 1998       |
| 7  | Michel de Maat  | 1:01.53 | Avignon 1990 *   |
| 8  | Khalid Choukoud | 1:01.53 | Breda 2013       |
| 9  | John Vermeule   | 1:01.54 | Den Haag 1993    |
| 10 | Marco Gielen    | 1:01.55 | Den Haag 1997    |

* Niet-gecertificeerd parcours
Snelste Nederlandse lopers op niet-recordwaardige parcoursen
| # | naam           | tijd    | wedstrijd            |
| - | -------------- | ------- | -------------------- |
| 1 | Abdi Nageeye   | 59.55   | Great North Run 2019 |
| 2 | Tonnie Dirks   | 1:01.32 | Grevenmacher 1990    |
| 3 | Marti ten Kate | 1:01.33 | Grevenmacher 1991    |

Snelste Nederlandse vrouwen
| #  | naam                  | tijd    | wedstrijd           |
| -- | --------------------- | ------- | ------------------- |
| 1  | Sifan Hassan          | 1:05.15 | Kopenhagen 2018     |
| 2  | Lornah Kiplagat       | 1:06.25 | Udine 2007          |
| 3  | Nienke Brinkman       | 1:07.44 | Den Haag 2023       |
| 4  | Hilda Kibet           | 1:07.59 | Rome 2013           |
| 5  | Carla Beurskens       | 1:08.56 | Grevenmacher 1986 * |
| 6  | Irma Heeren           | 1:10.03 | Egmond 1999 *       |
| 7  | Nadezhda Wijenberg    | 1:10.30 | Den Haag 2001       |
| 8  | Susan Krumins-Kuijken | 1:10.52 | Venlo 2017          |
| 9  | Wilma van Onna        | 1:10.59 | Philadelphia 1992   |
| 10 | Jip Vastenburg        | 1:11.04 | Valencia 2017       |

* Niet-gecertificeerd parcours

## Beste wereldjaarprestaties
| Jaar | Naam                      | Nationaliteit | Tijd  |
| 2025 | Jacob Kiplimo             | UGA           | 56:42 |
| 2022 | Jacob Kiplimo             | UGA           | 57.56 |
| 2021 | Jacob Kiplimo             | UGA           | 57.31 |
| 2020 | Kibiwott Kandie           | KEN           | 57.32 |
| 2019 | Geoffrey Kamworor         | KEN           | 58.01 |
| 2018 | Jemal Yimer Mekonnen      | ETH           | 58.33 |
| 2017 | Abraham Cheroben          | KEN           | 58.40 |
| 2016 | James Mwangi Wangari      | KEN           | 59.07 |
| 2015 | Abraham Cheroben          | KEN           | 59.10 |
| 2014 | Abraham Cheroben          | KEN           | 58.48 |
| 2013 | Geoffrey Kipsang Kamworor | KEN           | 58.54 |
| 2012 | Atsedu Tsegay             | ETH           | 58.47 |
| 2011 | Zersenay Tadese           | ERI           | 58.30 |
| 2010 | Zersenay Tadese           | ERI           | 58.23 |
| 2009 | Patrick Makau Musyoki     | KEN           | 58.52 |
| 2008 | Haile Gebrselassie        | ETH           | 59.15 |
| 2007 | Samuel Wanjiru            | KEN           | 58.33 |
| 2006 | Haile Gebrselassie        | ETH           | 58.55 |

### Snelste mannelijke atleten
Dit zijn de vijfentwintig snelste atleten op de halve marathon:
| Rang | Tijd  | Naam                    | Nationaliteit | Datum      | Plaats         |
| 1    | 56:42 | Jacob Kiplimo           | UGA           | 16.02.2025 | Valencia       |
| 2    | 57.32 | Kibiwott Kandie         | KEN           | 06.12.2020 | Valencia       |
| 3    | 57.41 | Yomif Kejelcha          | ETH           | 22.10.2023 | Valencia       |
| 4    | 57.41 | Hagos Gebrhiwet         | ETH           | 22.10.2023 | Valencia       |
| 5    | 57.50 | Selemon Barega          | ETH           | 22.10.2023 | Valencia       |
| 6    | 57.59 | Alexander Mutiso Munyao | KEN           | 06.12.2020 | Valencia       |
| 7    | 58.01 | Geoffrey Kamworor       | KEN           | 15.09.2019 | Kopenhagen     |
| 8    | 58.07 | Abel Kipchumba          | KEN           | 24.10.2021 | Valencia       |
| 9    | 58.11 | Philemon Kiplimo        | KEN           | 06.12.2020 | Valencia       |
| 10   | 58.23 | Zersenay Tadese         | ERI           | 21.03.2010 | Lissabon       |
| 11   | 58.24 | Sabastian Kimaru Sawe   | KEN           | 06.04.2024 | Praag          |
| 12   | 58.26 | Daniel Mateiko          | KEN           | 24.10.2021 | Valencia       |
| 13   | 58.28 | Kennedy Kimutai         | KEN           | 24.10.2021 | Valencia       |
| 14   | 58.30 | Roders Kwemoi           | KEN           | 19.02.2022 | Ras al-Khaimah |
| 15   | 58.33 | Samuel Wanjiru          | KEN           | 17.03.2007 | Den Haag       |
| 15   | 58.33 | Jemal Yimer Mekonnen    | ETH           | 28.10.2018 | Valencia       |
| 17   | 58.35 | Kenneth Kiprop Renju    | KEN           | 19.02.2022 | Ras al-Khaimah |
| 18   | 58.36 | Seifu Tura              | ETH           | 19.02.2022 | Ras al-Khaimah |
| 19   | 58.40 | Abraham Cheroben        | KEN           | 17.09.2017 | Kopenhagen     |
| 19   | 58.40 | Muktarv Edris           | ETH           | 24.10.2021 | Valencia       |
| 19   | 58.40 | Amedework Walelegn      | ETH           | 19.02.2022 | Ras al-Khaimah |
| 22   | 58.42 | Bedan Karoki            | KEN           | 09.02.2018 | Ras al-Khaimah |
| 22   | 58.42 | Eric Kiptanui           | KEN           | 09.04.2018 | Berlijn        |
| 22   | 58.42 | Stephen Kiprop          | KEN           | 08.02.2019 | Ras al-Khaimah |
| 22   | 58.42 | Kelvin Kiptum           | KEN           | 06.12.2020 | Valencia       |

Bijgewerkt t/m 5 juni 2024

### Snelste vrouwelijke atleten
Dit zijn de vijfentwintig snelste atletes op de halve marathon:
| Tijd    | Naam                        | Nationaliteit | Datum      | Plaats         |
| 1:02.52 | Letesenbet Gidey            | ETH           | 24.10.2021 | Valencia       |
| 1:03.51 | Yalemzerf Yehualaw          | ETH           | 24.10.2021 | Valencia       |
| 1:04.02 | Ruth Chepngetich            | KEN           | 04.04.2021 | Istanboel      |
| 1:04.14 | Girmawit Gebrzihair         | ETH           | 19.02.2022 | Ras al-Khaimah |
| 1:04.22 | Hellen Obiri                | KEN           | 19.02.2022 | Ras al-Khaimah |
| 1:04.31 | Ababel Yeshaneh             | ETH           | 21.02.2020 | Ras al-Khaimah |
| 1:04.36 | Sheila Chepkirui Kiprotich  | KEN           | 19.02.2022 | Ras al-Khaimah |
| 1:04.37 | Irine Jepchumba Kimais      | KEN           | 19.02.2023 | Barcelona      |
| 1:04.46 | Joyciline Jepkosgei         | KEN           | 19.02.2023 | Barcelona      |
| 1:04.49 | Brigid Kosgei               | KEN           | 21.02.2020 | Ras al-Khaimah |
| 1:04.52 | Fancy Chemutai              | KEN           | 09.02.2018 | Ras al-Khaimah |
| 1:04.55 | Mary Jepkosgei Keitany      | KEN           | 09.02.2018 | Ras al-Khaimah |
| 1:05.01 | Tsehay Gemechu              | ETH           | 28.08.2022 | Larne          |
| 1:05.03 | Vicoty Chepngeno            | KEN           | 16.01.2022 | Houston        |
| 1:05.04 | Joan Chelimo Melly          | KEN           | 07.04.2018 | Praag          |
| 1:05.06 | Peres Jepchirchir           | KEN           | 10.02.2017 | Ras al-Khaimah |
| 1:05.07 | Caroline Chepkoech Kipkirui | KEN           | 09.02.2018 | Ras al-Khaimah |
| 1:05.09 | Florence Kiplagat           | KEN           | 15.02.2015 | Barcelona      |
| 1:05.15 | Sifan Hassan                | NED           | 16.09.2018 | Kopenhagen     |
| 1:05.18 | Melat Yisak Kejeta          | GER           | 17.10.2020 | Gdynia         |
| 1:05.18 | Genzebe Dibaba              | ETH           | 06.12.2020 | Valencia       |
| 1:05.21 | Nancy Jelagat               | KEN           | 22.08.2021 | Berlijn        |
| 1:05.22 | Violah Jepchumba            | KEN           | 01.04.2017 | Praag          |
| 1:05.26 | Margaret Chelimo Kipkemboi  | ETH           | 03.04.2022 | Barcelona      |
| 1:05.28 | Judith Jeptum Korir         | KEN           | 19.02.2022 | Ras al-Khaimah |

Bijgewerkt t/m 19 juni 2023

## Continentale records
| Continent                | Geslacht | Prestatie    | Atleet              | Land | Datum             | Plaats         |
| ------------------------ | -------- | ------------ | ------------------- | ---- | ----------------- | -------------- |
| Afrika                   | M        | 57.31 (WR)   | Jacob Kiplimo       | UGA  | 21 november 2021  | Lissabon       |
| Afrika                   | V        | 1:02.52 (WR) | Letesenbet Gidey    | ETH  | 24 oktober 2021   | Valencia       |
| Noord- en Midden-Amerika | M        | 59.43        | Ryan Hall           | USA  | 14 januari 2007   | Houston        |
| Noord- en Midden-Amerika | V        | 1:06.52      | Emily Sisson        | USA  | 15 januari 2023   | Houston        |
| Zuid-Amerika             | M        | 59.33        | Marilson dos Santos | BRA  | 14 oktober 2007   | Udine          |
| Zuid-Amerika             | V        | 1:09.31      | Florencia Borelli   | ARG  | 21 augustus 2022  | Buenos Aires   |
| Azië                     | M        | 58.40        | Abraham Cheroben    | BRN  | 17 september 2017 | Kopenhagen     |
| Azië                     | V        | 1:05.22      | Violah Jepchimba    | BRN  | 1 april 2017      | Praag          |
| Europa                   | M        | 59.13        | Julien Wanders      | SUI  | 8 februari 2019   | Ras al-Khaimah |
| Europa                   | V        | 1:05.15      | Sifan Hassan        | NED  | 16 september 2018 | Kopenhagen     |
| Oceanië                  | M        | 59.47        | Zane Robertson      | NZL  | 1 februari 2015   | Marugame       |
| Oceanië                  | V        | 1:07.11      | Kim Smith           | NZL  | 18 september 2011 | Philadelphia   |

Bijgewerkt: 19 juni 2023

## Wereldrecordprogressie

### Mannen
| Tijd    | Naam                    | Nationaliteit | Datum      | Plaats             |
| ------- | ----------------------- | ------------- | ---------- | ------------------ |
| 1:05.44 | Ron Hill                | GBR           | 19.06.1965 | Freckleton         |
| 1:05.42 | Pete Ravald             | GBR           | 18.06.1966 | Freckleton         |
| 1:04.45 | Ron Hill                | GBR           | 21.06.1969 | Freckleton         |
| 1:03.53 | Derek Graham            | GBR           | 02.07.1970 | Belfast            |
| 1:03.46 | Juan Rafael Angel Perez | CRC           | 08.02.1976 | Coamo              |
| 1:02.57 | Miruts Yifter           | ETH           | 06.02.1977 | Coamo              |
| 1:02.47 | Tony Simmons            | GBR           | 24.06.1978 | Welwyn Garden City |
| 1:02.36 | Nick Rose               | GBR           | 14.10.1979 | Dayton             |
| 1:02.32 | Kirk Pfeffer            | USA           | 07.12.1979 | Las Vegas          |
| 1:02.16 | Stan Mavis              | USA           | 27.01.1980 | New Orleans        |
| 1:01.47 | Herb Lindsay            | USA           | 20.09.1981 | Manchester         |
| 1:01.36 | Mike Musyoki            | KEN           | 19.09.1982 | Philadelphia       |
| 1:01.32 | Paul Cummings           | USA           | 25.09.1983 | Philadelphia       |
| 1:01.21 | Alex Hagelsteens        | BEL           | 23.09.1984 | Remich             |
| 1:01.14 | Steve Jones             | GBR           | 11.08.1985 | Birmingham         |
| 1:00.55 | Mark Curp               | USA           | 15.09.1985 | Philadelphia       |
| 1:00.46 | Dionicio Cerón          | MEX           | 16.09.1990 | Philadelphia       |
| 59.47   | Moses Tanui             | KEN           | 03.04.1993 | Milaan             |
| 59.17   | Paul Tergat             | KEN           | 04.04.1998 | Milaan             |
| 59.16   | Samuel Wanjiru          | KEN           | 11.09.2005 | Rotterdam          |
| 58.55   | Haile Gebrselassie      | ETH           | 15.01.2006 | Phoenix            |
| 58.53   | Samuel Wanjiru          | KEN           | 09.02.2007 | Ras al-Khaimah     |
| 58.33   | Samuel Wanjiru          | KEN           | 17.03.2007 | Den Haag           |
| 58.23   | Zersenay Tadese         | ERI           | 21.03.2010 | Lissabon           |
| 58.01   | Geoffrey Kamworor       | KEN           | 15.09.2019 | Kopenhagen         |
| 57.32   | Kibiwott Kandie         | KEN           | 06.12.2020 | Valencia           |
| 56:42   | Jacob Kiplimo           | UGA           | 16.02.2025 | Valencia           |

### Vrouwen
| Tijd    | Naam                | Nationaliteit | Datum      | Plaats         |
| ------- | ------------------- | ------------- | ---------- | -------------- |
| 1:17.48 | Danielle Justin     | BEL           | 12.11.1978 | Nazaré         |
| 1:15.58 | Michiko Gorman      | USA           | 19.11.1978 | Pasadena       |
| 1:15.01 | Ellison Goodall     | USA           | 10.03.1979 | Winston-Salem  |
| 1:14.04 | Patti Catalano      | USA           | 29.09.1979 | Manchester     |
| 1:13.59 | Marja Wokke         | NED           | 29.03.1980 | Den Haag       |
| 1:13.26 | Joan Benoit         | USA           | 18.01.1981 | New Orleans    |
| 1:11.16 | Joan Benoit         | USA           | 07.03.1981 | San Diego      |
| 1:09.57 | Grete Waitz         | NOR           | 15.05.1982 | Göteborg       |
| 1:09.14 | Joan Benoit         | USA           | 18.09.1983 | Philadelphia   |
| 1:08.34 | Joan Benoit         | USA           | 16.09.1984 | Philadelphia   |
| 1:08.31 | Ingrid Kristiansen  | NOR           | 19.03.1989 | New Bedford    |
| 1:07.59 | Elana Meyer         | RSA           | 18.05.1991 | East London    |
| 1:07.58 | Uta Pippig          | GER           | 19.03.1995 | Kioto          |
| 1:07.36 | Elana Meyer         | RSA           | 09.03.1997 | Kioto          |
| 1:07.29 | Elana Meyer         | RSA           | 08.03.1998 | Kioto          |
| 1:06.44 | Elana Meyer         | RSA           | 15.01.1999 | Tokio          |
| 1:06.25 | Lornah Kiplagat     | NED           | 14.10.2007 | Udine          |
| 1:05.50 | Mary Keitany        | KEN           | 18.02.2011 | Ras al-Khaimah |
| 1:05.09 | Florence Kiplagat   | KEN           | 16.02.2014 | Barcelona      |
| 1:04.51 | Joyciline Jepkosgei | KEN           | 01.04.2017 | Praag          |
| 1:04.31 | Ababel Yeshaneh     | ETH           | 21.02.2020 | Ras al-Khaimah |
| 1:04.02 | Ruth Chepngetich    | KEN           | 04.04.2021 | Istanbul       |
| 1:02.52 | Letesenbet Gidey    | ETH           | 24.10.2021 | Valencia       |